# Vente à perte
 (décembre 2014).
La vente à perte, ou plus exactement la revente à perte, est une pratique qui consiste à revendre des produits en l'état, c'est-à-dire sans aucune transformation, à un tarif inférieur au coût d'acquisition ou au coût de revient. Elle est réglementée en France par les articles L.420-5 et L.442-5 du code de commerce.
La revente à perte est interdite comme pratique illicite et déloyale. Sa pratique pourrait permettre à une entreprise d'évincer un concurrent en pratiquant dans un premier temps des tarifs agressifs pour ensuite vendre le produit à un tarif plus élevé, lui permettant de retrouver un bénéfice, une fois le concurrent évincé.

## Droit européen
Le principe de l'interdiction de la vente à perte semble en contradiction avec le droit européen. Le 19 octobre 2017, la Cour de justice de l'Union européenne a rendu un arrêt confirmant que l’interdiction générale de la revente à perte n’est pas conforme au droit de l’Union européenne et ne peut donc être le seul fondement d’une sanction infligée à un opérateur économique.
La Cour précise surtout que la non-conformité au droit de l’Union d’une interdiction générale de la revente à perte ne concerne pas seulement les pratiques commerciales à l’égard du consommateur, mais également les relations entre professionnels, en l’espèce entre le grossiste et le distributeur. Cependant, dans un arrêt de novembre 2017, la chambre commerciale de la Cour de cassation française a estimé que la directive européenne ne s'appliquait pas aux transactions entre professionnels.

## Droit commercial français
En France, il est interdit de revendre ou d'annoncer la revente au-dessous du prix d'achat effectif, notion qui détermine le seuil de revente à perte.
Le prix d'achat effectif est le prix unitaire net figurant sur la facture d'achat, minoré du montant de l'ensemble des autres avantages financiers consenti par le vendeur exprimé en pourcentage du prix unitaire net du produit, et majoré des taxes sur le chiffre d'affaires, des taxes spécifiques afférentes à cette revente et du prix du transport. Le prix d'achat effectif est affecté d'un coefficient de 1,10 pour les denrées alimentaires et les produits destinés à l'alimentation des animaux de compagnie revendus en l'état au consommateur.
Sept exceptions à cette interdiction sont définies :
- ventes volontaires ou forcées motivées par la cessation ou le changement d’une activité commerciale ;
- fins de saisons ou entre-deux saisons de vente ;
- obsolescence technique ou produits démodés ;
- réapprovisionnement à la baisse ;
- alignement par les magasins (dont la surface de vente n'excède pas 300 m2 pour les produits alimentaires et 1 000 m2pour les produits non alimentaires) sur un prix plus bas, légalement pratiqué dans la même zone d'activité ;
- produits périssables menacés d'altération rapide ;
- produits soldés.

Les manquements constituent des délits punis d'amendes (75 000 euros pour la personne physique et 375 000 euros pour la personne morale). La cessation de l'annonce publicitaire peut être ordonnée par le juge d'instruction ou par le tribunal saisi des poursuites, soit sur réquisition du ministère public, soit d'office. La mesure ainsi prise est exécutoire nonobstant toutes voies de recours.
En septembre 2023, en raison de l'augmentation des prix du pétrole, le gouvernement annonce que les pompistes pourront vendre leur carburant à perte pour une durée de six mois à partir de décembre. La mesure est critiquée notamment parce qu'elle crée une distorsion de concurrence pour un résultat faible. Elle est également jugée beaucoup moins efficace qu'une baisse des taxes ou de la TVA, les taxes diverses représentent à elles seules 60 % du prix du litre acheté par le consommateur,.

## Différence avec le «dumping»
Elle ne doit pas être confondue avec le dumping (de l'anglais to dump, « se débarrasser »). En effet, le dumping ne correspond pas à la pratique d'une vente à perte.
Le dumping désigne le comportement d'un vendeur qui pratique des marges très faibles sinon nulles en vue de conquérir un nouveau marché. L'entreprise espère ainsi chasser un ou plusieurs concurrents et pouvoir remonter les prix une fois la part de marché acquise. Cette pratique est souvent exercée par des exportateurs qui veulent pénétrer de manière offensive de nouveaux marchés, sans dégrader le niveau de prix sur le marché domestique puisque l'exportateur utilise les fortes marges qu'il obtient sur le marché domestique pour financer quelque temps l'absence de marge à l'export.
Pour le droit de la concurrence ces prix bas sont assimilés à des prix prédateurs et considérés comme abusifs si l'entreprise qui les pratique est en position dominante sur un marché, quelles que soient ses intentions (qu'elle ait ou non réellement l'intention ou les moyens de faire remonter les prix plus tard).